# هجرس جبال بال الأخيضر
هجرس جبال بال الأخيضر (الاسم العلمي: Chlorocebus djamdjamensis) (بالإنجليزية: Bale Mountains Vervet)‏ هو نوع من الحيوانات يتبع جنس العبلنج من فصيلة سعادين العالم القديم.